# Удержание серебра
Удержание серебра (англ. Bleach bypass, также известный как skip bleach или silver retention) — визуальный эффект, который получается при полном либо частичном пропуске стадии отбеливания при лабораторной обработке цветной многослойной киноплёнки и фотоплёнки. Может применяться как для негативных, так и для контратипных плёнок. В настоящее время в большинстве случаев заменяется цифровой обработкой промежуточной копии Digital Intermediate. Для имитации эффекта в цифровой фотографии выпускаются готовые плагины для графических редакторов и мобильные приложения для камерафонов.

## Сущность технологии
При обработке фотоплёнки по процессу C-41 или киноплёнки по процессу ECN-2, в процессе цветного проявления в экспонированных участках светочувствительных слоёв восстанавливается металлическое серебро с одновременным образованием красителей. Для получения полноценного цветного изображения, состоящего только из красителей, требуется удаление серебра, повышающего оптическую плотность и снижающего цветовую насыщенность. Серебро удаляется из эмульсий в процессе отбеливания и последующего фиксирования. Из фотоплёнки отбеливатель также удаляет жёлтый фильтровый и противоореольный слои, состоящие из коллоидного серебра.
При обработке по процессу с удержанием серебра отбеливание исключается частично или полностью. В результате проявленное серебро остаётся в фотоэмульсии, снижая насыщенность и повышая контраст. Визуально фотографическая широта уменьшается (пропадают детали в светах и тенях), и возрастает зернистость изображения. Для достижения максимального эффекта удержание серебра часто совмещают с недодержкой на одну ступень, компенсирующей увеличение оптической плотности.
Удержание серебра входит в общий набор услуг лабораторий по обработке киноплёнки. Существуют запатентованные процессы с такой технологией ENR и OZ фирмы Technicolor, а также ACE и CCE фирмы «Deluxe Labs». Они позволяют частично исключить отбеливание и таким образом управлять характером получаемого изображения. Процесс может происходить как во время обработки негатива, так и промежуточных контратипов, давая различный результат. В кинопроизводстве удержание серебра чаще всего осуществляется при проявлении интерпозитива или дубльнегатива, для обеспечения гарантированного качества уникального исходного материала. Определённую роль играют требования страховых компаний, не желающих рисковать негативом и оплачивать пересъёмку сложных сцен. В этом случае части контратипа со спецэффектом обрабатываются отдельно от остальных с последующей склейкой.

## Использование в кинематографе
Эффект, получаемый при обработке с удержанием серебра, позволяет получать специфический характер изображения, создающий особую атмосферу. Впервые эффект был использован в 1960 году в картине «Её брат» японского кинорежиссёра Кона Итикавы. Кадзуо Миягава, оператор компании Daiei Film, создал метод для киноленты, вдохновляясь особенностями цвета в фильме «Моби-Дик» (1956), который был напечатан методом гидротипной печати Technicolor. Он достигался путём дополнительного чёрно-белого наложения. Фактически, это возврат к ранней технологии Technicolor, которая использовалась до 1944 года. В этом случае печать тремя красителями велась не на прозрачный желатиновый слой приёмной киноплёнки, а на предварительно отпечатанный на ней с зелёного цветоделённого негатива слабый чёрно-белый позитив. Возможно, эта концепция была использована и в данном случае, но с повышенной оптической плотностью чёрно-белой составляющей.
В конце 1970-х годов компания Eastman Kodak разработала технологию печати нормального цветного негатива с последующим удержанием серебра в позитивной киноплёнке. Изготовленные таким способом фильмокопии приобретали коричневый оттенок с приглушёнными цветами, создавая на экране атмосферу ностальгии. Позднее пропуск отбеливания стали применять при обработке оригинального негатива. Наиболее известными примерами операторской работы, основанной на обработке с удержанием серебра, считаются фильмы «Спасти рядового Райана» режиссёра Стивена Спилберга (ряд боевых сцен которого снят по этой технологии), фильм того же режиссёра «Особое мнение», и «Семь» Дэвида Финчера. Приём также использовался оператором-постановщиком российской кинокартины «Возвращение» для придания изображению холодных «северных» оттенков:
С цветами отдельная история. Так получилось, что мы были заражены какими-то референсами независимого, очень условно говоря, артхауса ... и это повлекло за собой прямое вмешательство в технологию. Нам захотелось снизить насыщенность цвета — чтобы красный не кричал, чтобы синий был глубже, чтобы зелень не отвлекала. Есть процесс, который называется bleach bypass, отбеливание пленки. ... Так мы создали эту гамму — она тянула в холод, все приглушала, и нас это очень радовалоМихаил Кричман
Роджер Дикинс, снимая «1984», использовал эту технику, что дало толчок к ещё большему её распространению. Помогавший добиться нужного эффекта специалист Кодака Пол Коллард сообщил, что изобрёл свою версию независимо, так как, например, технология ENR была секретом компании Техниколор. Он также отметил, что название процесса «bleach bypass» было предложено коллегой Терри Лэнсбери.
Удержание серебра широко использовалось при изготовлении оптической фонограммы цветных фильмокопий. Красители, из которых состоит изображение на цветной многослойной киноплёнке, значительно хуже задерживают сине-фиолетовое излучение звукочитающей лампы, чем металлическое серебро. Из-за этого звучание фонограмм, состоящих из красителей, было неудовлетворительным при использовании классических фотоэлементов, чувствительных именно к этому участку спектра. Поэтому звуковая дорожка фильмокопий обрабатывалась без отбеливания, для чего специальный аппликаторный ролик проявочных машин наносил на неё вязкий раствор, предохраняющий серебро от отбеливания, происходившего на соседних участках киноплёнки. С появлением технологии «циановых» фонограмм (англ. Dye Track) и новых звукочитающих систем от этой технологии отказались.